# AT 2017gfo
El transitori astronòmic 2017fgo (AT 2117gfo) va ser un transitori astronòmic descobert el 17 d'agost de 2017, que corresponia a la font d'ones gravitacionals GW170817 i la font d'esclat de raigs gamma GRB 170817A.
Primer va ser anomenat Swope Supernova Survey 2017a (SSS17a) pels descobridors, del "Swope Supernova Survey"; va ser reanomenat com a AT 2017gfo per la Unió Astronòmica Internacional.

## Descobriment
L'event SSS17a va ser detectat per l'equip "One-Meter, Two Hemisphere (1M2H)" amb el telescopi Swope a l'observatori de Las Campanas menys de 11 hores després que es detectes l'ona gravitacional per la col·laboració LIGO/VIRGO, i es va detectar de forma independent per altres observadors a l'hora següent. L'equip de la col·laboració "Swift Gamma-Ray Burst Mission" va detectar una emissió en ultraviolat de la mateixa font poques hores després. Senyals de raigs X i de radio de la mateixa font van ser detectades 9 i 16 dies després de la fusió respectivament.
Les deteccions òptiques de l'esdeveniment van permetre localitzar al cel amb millor precisió que usant només les dades de les ones gravitacionals o de les observacions de raig gamma. Així es va saber que la font estava a la galàxia NGC 4993 i una mesura acurada de la distància a la terra. Amb el temps, s'ha observat com el color de la font ha anat variant del blau al vermell donat que la font està expandint-se i refredant-se.
Estudis posteriors de la dinàmica i de l'espectre a l'ultraviolat, visible i infraroig de la font son consistents amb una kilonova amb un procés radioactiu de desintegració pel procés-R de nuclis que van ser sintetitzats en el moment de la fusió de les dues estrelles de neutrons. Això demostrà que les fusions d'estrelles de neutrons tenen un paper molt important en la creació (nucleosíntesi) de molts dels elements més pesants que el ferro.